# كوهي ياماميتشي
كوهي ياماميتشي (باليابانية: 山道 高平) (مواليد 11 مايو 1980)، هو لاعب كرة قدم ياباني سابق كان يلعب كمدافع.

## وصلات خارجية
- كوهي ياماميتشي على موقع رابطة كرة القدم اليابانية للمحترفين (اليابانية)
- كوهي ياماميتشي على موقع عالم كرة القدم.نت (الإنجليزية)